# Rowantree Beck
Der Rowantree Beck ist ein Wasserlauf im Lake District, Cumbria, England. Er entsteht westlich des White How am White Moss und fließt in nordwestlicher Richtung bis zu seiner Mündung in den Smallstone Beck.